# Alcippe klossi
Alcippe klossi е вид птица от семейство Pellorneidae. Видът е незастрашен от изчезване.

## Разпространение
Разпространен е във Виетнам.